# Ca la Mateu
Ca la Mateu és una obra del municipi de Sant Cugat del Vallès (Vallès Occidental) inclosa en l'Inventari del Patrimoni Arquitectònic de Catalunya.

## Descripció
Casa entre mitgeres en la que hi ha dos habitatges. És de planta quadrada i té planta baixa i pis. En la façana hi predominen els elements decoratius realitzats amb terra cuita: balustrades, medallons, pilastres, decoracions florals, motllures, mènsules, cornises, ... Els elements decoratius són del repertori classicista i són disposats de manera simètrica en relació als dos habitatges: dos portals amb dues columnes, dos balcons amb balustrada, quatre medallons....

## Història
Casa que fou decorada pel ceramista de la fàbrica de ceràmica Arpí. Hi va viure una artista que es deia La Mateu.